# (22986) 1999 VX50
(22986) 1999 VX50 est un objet de la ceinture principale d'astéroïdes extérieure découvert en 1999.

## Description
(22986) 1999 VX50 a été découvert le 3 novembre 1999 à l'observatoire Magdalena Ridge, situé dans le comté de Socorro, au Nouveau-Mexique (États-Unis), par le projet Lincoln Near-Earth Asteroid Research (LINEAR).

### Caractéristiques orbitales
L'orbite de cet astéroïde est caractérisée par un demi-grand axe de 3,20 UA, un périhélie de 2,57 UA, une excentricité de 0,20 et une inclinaison de 1,15° par rapport à l'écliptique. Du fait de ces caractéristiques, à savoir un demi-grand axe entre 3,2 et 4,6 UA, il est classé, selon la JPL Small-Body Database, comme objet de la ceinture principale d'astéroïdes extérieure.

### Caractéristiques physiques
(22986) 1999 VX50 a une magnitude absolue (H) de 14,4 et un albédo estimé à 0,291.